# Estbröte

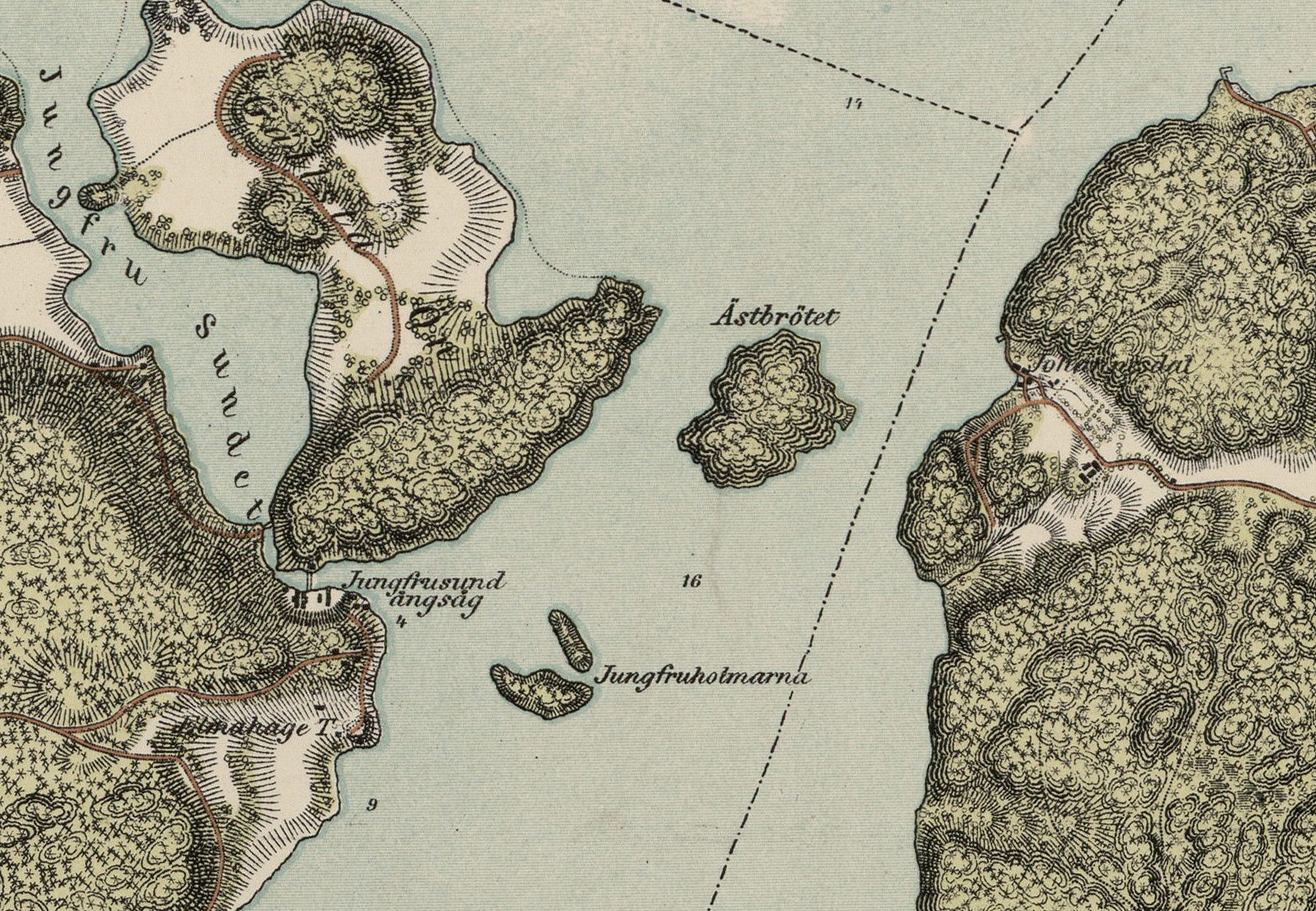
"Ästbrötet" 1861.

Estbröte (äldre namn Ästbrötet) är en ö i Mälaren (Östra Mälaren) i Ekerö socken i Ekerö kommun i Uppland, Stockholms län. Ön är en cirka 300x200 meter stor klippö med en höjd på 45 meter över havet. Ön utgör gränsen mellan Vårbyfjärden i söder och Fiskarfjärden i norr. 

## Allmänt

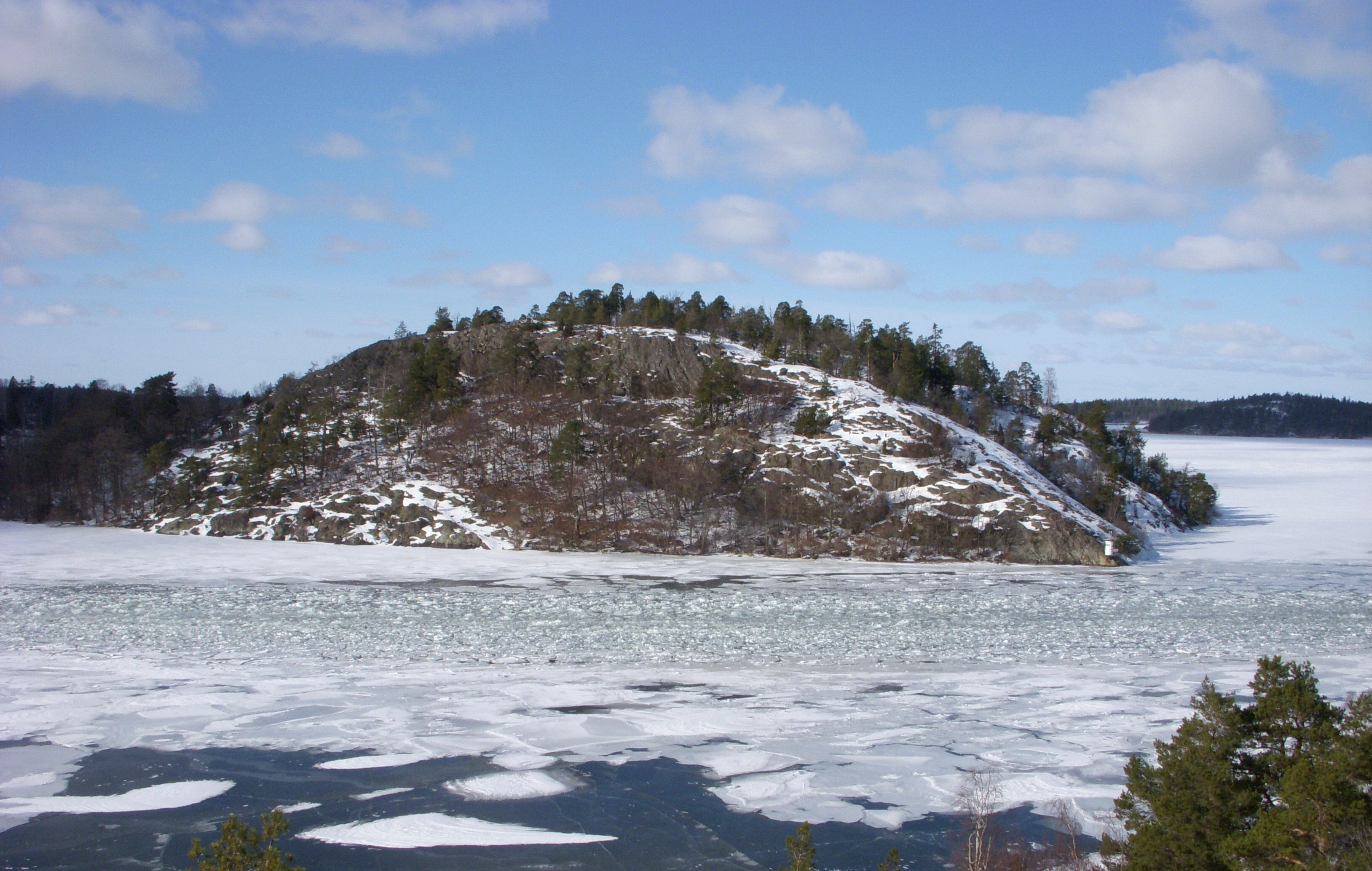
Estbröte sedd från Vårberg.

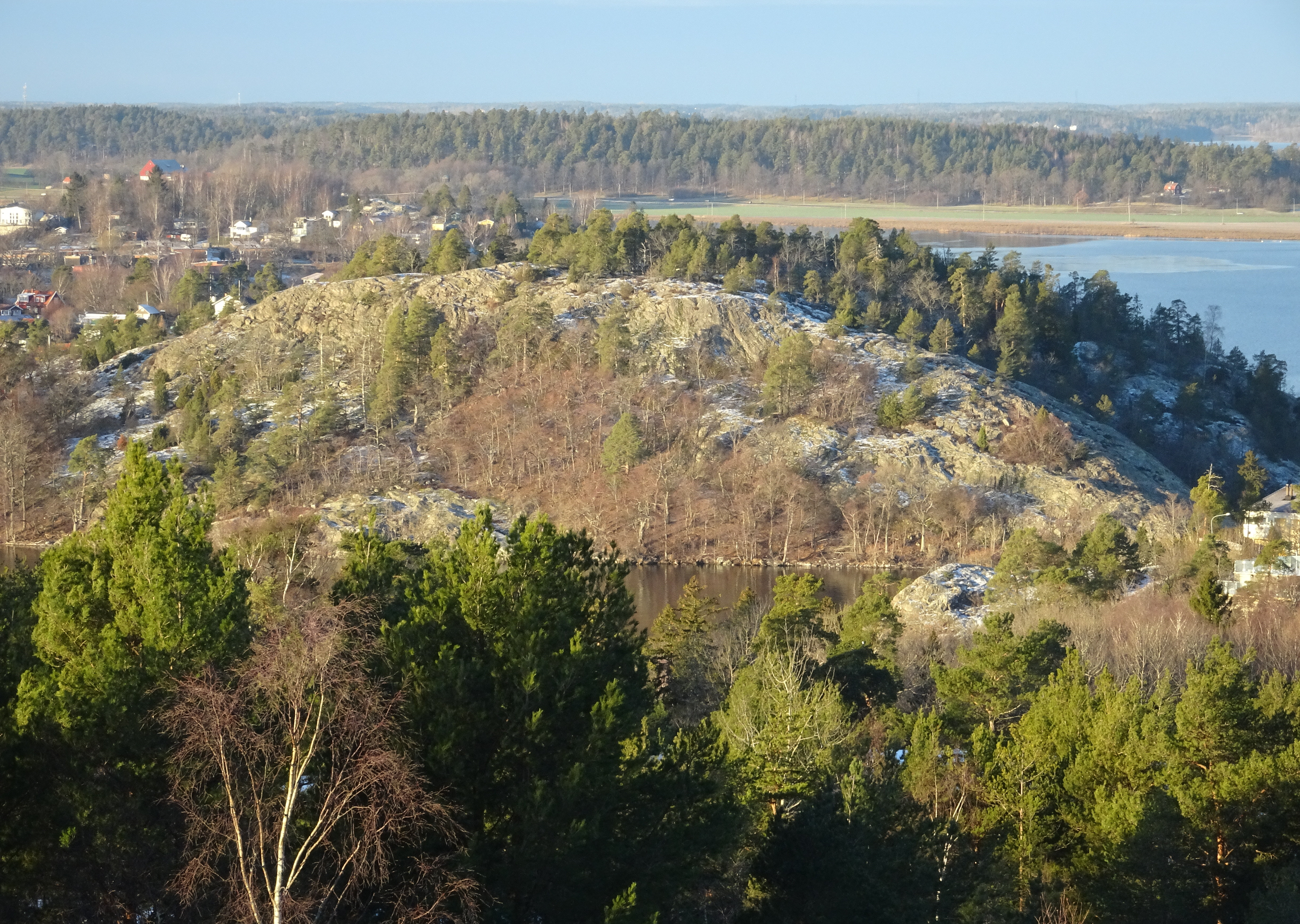
Estbröte sedd från Vikingaberget.

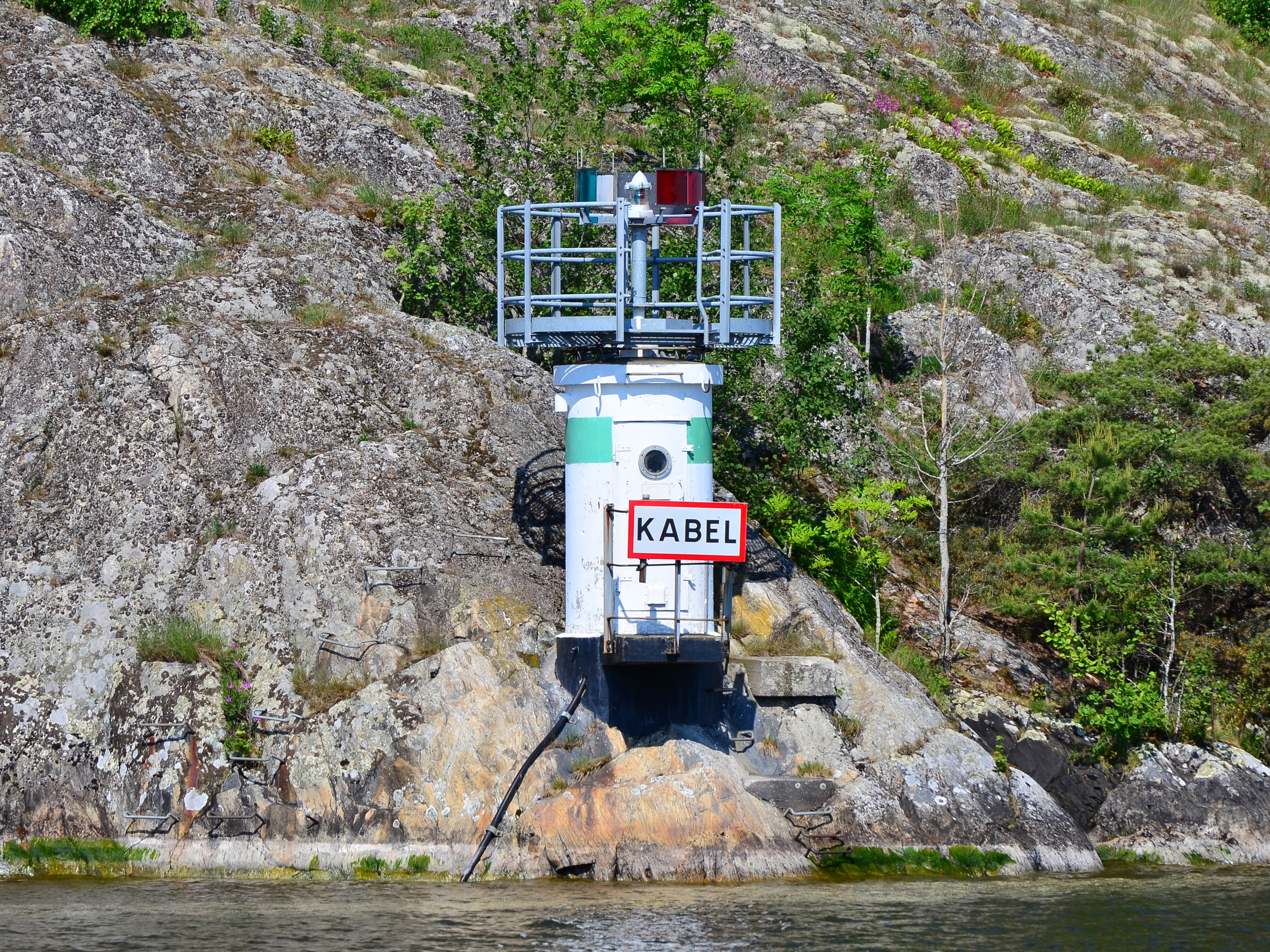
Estbröte fyr.

Estbröte omtalas i Erikskrönikan i samband med händelserna år 1206; när Jon Jarls hustru hämnades sin makes död på deras gård Asknäs då hon hann ikapp estniska sjörövare som hade slagit läger på ön. 
Ön hör till Ekebyhovs slott som sedan år 1980 ägs av Ekerö kommun. Den siste privata ägaren försökte stycka loss ön som en enskild tomt i början av 1970-talet, men denna ansökan tillbakavisades. Förutom fyren på öns östra spets är ön inte elektrifierad. Ön bebyggdes 1926.

## Estbröte fornborg
Estbröte fornborg ligger på krönet av en brant bergsrygg. Fornborgen är 230 x 170 meter stor. I väster, där berget är mindre brant, finns en stenmur med skarpkantiga stenar och är mellan 25 och 30 meter lång, omkring fem meter bred och mellan 0,3 och 0,5 meter hög. I muren finns två skyttevärn som är omkring 2,5 meter i diameter och mellan 0,5 och 0,7 meter djupa. En bit från dessa rester finns rester av flera yttre murar. På en bergsavsats i närheten finns fem terrasser, som troligen är husgrunder.

## Erikskrönikan
Om händelserna år 1206 skrivs i Erikskrönikan:
| Thz er swa sant som jak her läss            | Det är så sant som jag här läser             |
| Jon Jerl ward dräpin i askaness             | Jon Jarl blev dräpt i Askanäs                |
| Ther vte haffde warit nyo aar               | Som ute hade varit nio år                    |
| swa at han aldrigh mällom hema war          | så att han aldrig mellan hemma var           |
| ok striit mz rytza ok ingerboo              | och stridit med ryssar och ingermanlänningar |
| fore gudz skuld ok the helga troo           | för guds skull och den helga tro             |
| Försto nat ther han kom heem                | Första natten då han kom hem                 |
| tha ward han slaghen i häll aff them        | då blev han slagen ihjäl av dem              |
| Hans hustrw rymde til hundhamar             | Hans hustru rymde till Hundhamra             |
| hon haffde sorgh ok mykin jammer            | hon hade sorg och mycket jämmer              |
| j sith hierta ok i sin hugha                | i sitt hjärta och i sin håg                  |
| tha took the ädela rena frwa                | Då tog den ädla rena fruga                   |
| ok sampnade folk ok mykin makt              | och samlade folk och mycket makt             |
| ok drap them alla swa er mik sakt           | och dräpte dem alla så är mig sagt           |
| vpa eth berg som heyter eesta skär          | uppå ett berg som heter Esta Skär            |
| Alle loto the liffuit ther                  | Alla förlorade de livet där                  |
| Ok loot dragha thera skip a land ok brenna  | och lät draga deras skepp i land och bränna  |
| fore thy at sorghin var tha komen til henna | för ty att sorgen var då kommen till henne   |